# Bulle (miniserie televisiva)
Bulle è una miniserie televisiva svizzero-francese del 2020 in sei puntate, diretta da Anne Deluz.

## Trama
Bulle è una piccola città in Svizzera. In questo incantevole ed incontaminato paesaggio da cartolina la vita dei componenti della famiglia Aubert esplode quando si confrontano brutalmente con la malattia di Alice, di soli 35 anni. Un'onda d'urto che fa scoppiare la bolla in cui tutti si sono stabiliti.